# Geesje Feddes

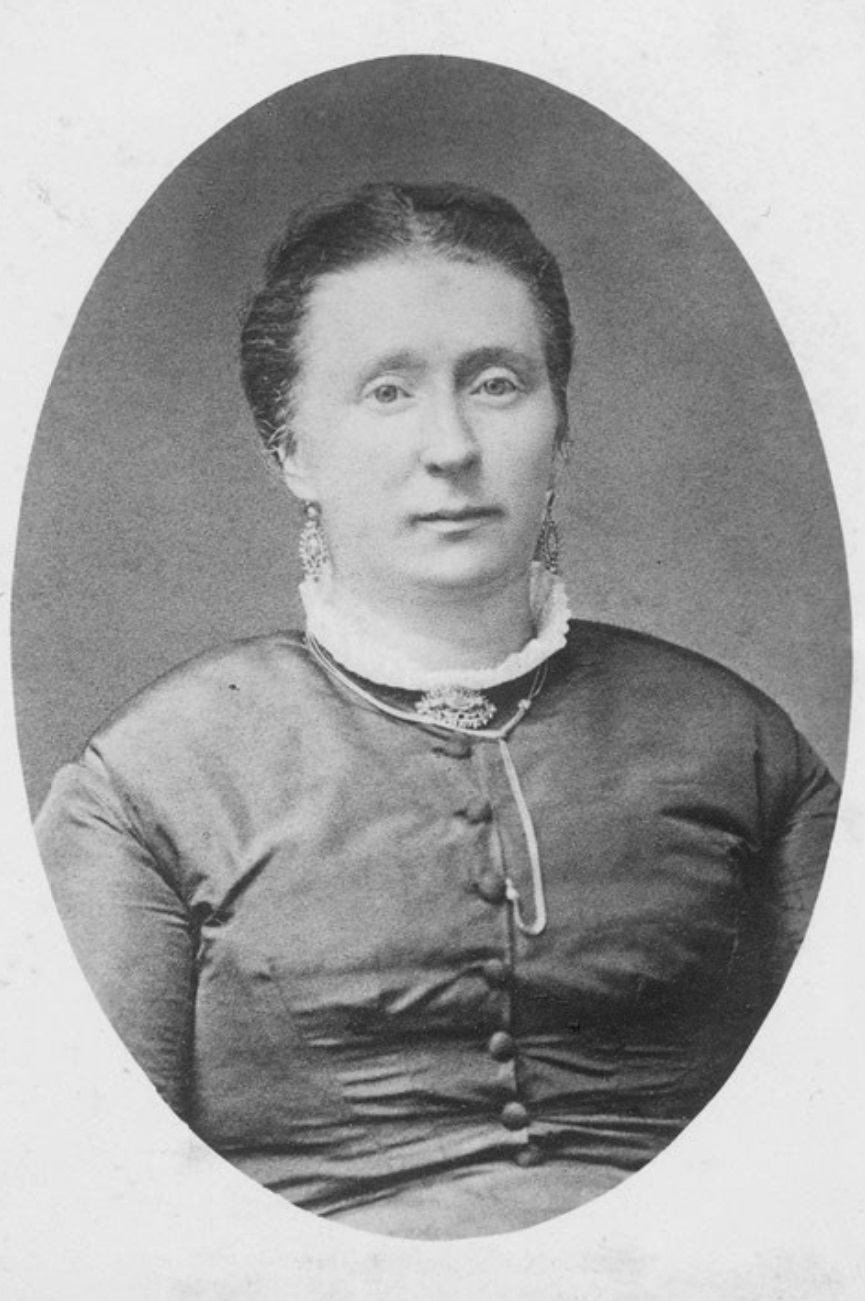
Geesje Feddes, um 1875

Geesje Beekhuis-Feddes (geboren 22. Dezember 1831 in Leeuwarden; gestorben 24. September 1882 ebenda) war eine niederländische Feministin und Autorin feministischer Texte.

## Leben

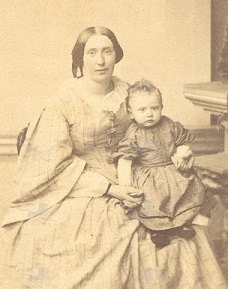
Geesje Feddes mit Kind

Geesje Feddes wurde am 22. Dezember 1831 in Leeuwarden geboren. Sie war die Tochter des Kaufmanns Cornelis Jansz. Feddes (1806–1856) und Claaske van der Meulen Heymans (1806–1878). Sie hatte zwei jüngere Schwestern und einen Bruder, zudem waren drei weitere Geschwister jung verstorben. Die wohlhabende Kaufmannsfamilie lebte am Noordvliet in Leeuwarden. Ihre Mutter stammte aus einer Gold- und Silberschmiedefamilie, ihr Vater besaß eine Leimfabrik und betrieb Vieh- und Immobilienhandel. Er war Hauptmann der Miliz, Mitglied des Stadtrats und als einer der angesehensten Bürger der Stadt kandidierte er mehrmals bei den Wahlen zur Ersten Kammer. Über ihre Jugend ist wenig bekannt, sie war mit Volkertina van der Plaats (1831–1908) der Tochter eines Notars befreundet, die später Internatslehrerin und Direktorin einer Mädchenoberschule wurde. Ihr Glaubensbekenntnis legte sie 1850 ab und 1852 trennten sich ihre Eltern. Geesje Feddes zog mit ihrer Mutter und den Geschwistern in eine Wohnung im Obergeschoss am Vleeschmarkt. Ihr Vater behielt das Haus, lebte jedoch in Dresden, vermutlich weil er zu der Zeit in Schwierigkeiten geraten war.
Am 15. Februar 1855 heiratete Geesje Feddes den fast siebzehn Jahre älteren Christiaan Houdijn Beekhuis (1814–1885), einen Pfarrerssohn aus Garijp, der sich 1842 in Buitenpost als Notar niedergelassen hatte. Für die Heirat fehlte ihr die Erlaubnis ihres Vaters, da dieser auch nach Aufforderung nicht vor dem Amtsgericht erschienen war. Da sie mit 23 Jahren volljährig war, konnte die Heirat dennoch stattfinden. Im Ehevertrag wird für ihren Mann ein Vermögen von 25.000 Gulden und für sie ein Vermögen von über 10.000 Gulden festgehalten. Nach der Heirat nannte sie sich Geesje Beekhuis-Feddes und zog nach Buitenpost.
Zwischen 1856 und 1874 bekam sie zwölf Kinder, davon erreichten elf das Erwachsenenalter. Die Erziehung ihrer Kinder nahm Geesje Beekhuis-Feddes sehr ernst. Regelmäßig finden sich Einträge im Familienalbum, in denen erwähnt wird, wie eng sie an der Ausbildung ihrer Kinder beteiligt war.

## Autorin und Feministin
Beekhuis-Feddes lag bei der Erziehung ihrer Töchter auch deren Stellung in der Gesellschaft am Herzen, aber auch die Stellung anderer Mädchen und Frauen rückten in ihre Aufmerksamkeit. So gab sie 1870 die Broschüre „Gleiche Rechte für alle!“ heraus. Sie verfasste diese Broschüre unter dem Pseudonym „eene vrouw“ und sie wurde beim Buchhändler H. Kuipers in Leeuwarden veröffentlicht. Vom Verlag wurde sie als Frau gelobt, die „mit Sachkenntnis, Klarheit und lebendigem Stil eine faszinierende Auseinandersetzung mit der Stellung vorträgt, die die Frauen in der Gesellschaft durch die niederländischen Gesetze einnehmen, und nachdrücklich dagegen protestiert“. Nach einer langen, sarkastischen Einleitung, in der sie die Frauen der freien Niederlande als „Kaste von Parias“ bezeichnet, da sie haben kein Wahlrecht hätten und wären von allen Staatsangelegenheiten ausgeschlossen, diskutiert Beekhuis-Feddes eine Reihe von Gesetzesartikeln, die zeigen, dass Frauen de facto Kriminellen und anderen Minderjährigen gleichgestellt sind.
Für die feministische Wochenzeitung „Ons Streven“ schrieb Beekhuis-Feddes Anfang der 1870er Jahre mehrere Leserbriefe. Diese unterzeichnete sie mit dem Kürzel G.B.F. Wie sehr sie sich mit der Bildung im Allgemeinen und der Mädchenbildung im Besonderen verbunden fühlte, geht aus ihrem Artikel „Berufen, aber nicht qualifiziert“ hervor, der in zwei Teilen von De Schoolbode (1873–1874) erschien. Diese Abhandlung zur Förderung der Bildung von Mädchen veröffentlichte sie als „Autorin von Gleiche Rechte für alle“ und ging dabei offenbar davon aus, dass die Leser mit ihrer Broschüre aus dem Jahr 1870 vertraut waren.
Um bei der Betreuung der Kinder Hilfe zu bekommen, gab Geesje Beekhuis-Feddes im Jahr 1873  eine Anzeige im Leeuwarder Courant auf, in der sie für eine „Familie mit neun Kindern“ eine Gouvernante und ein Kindermädchen oder „ein etwas älteres“ Kindermädchen suchte, „um die Mutter zu unterstützen“. Einen „Hilfslehrer“, der „einige Kinder“ auf die weiterführende Schule vorbereiten sollte, suchte sie fünf Jahre später, im Januar 1878. Ihre Anforderungen waren hierbei, dass dieser unter anderem gesund und kultiviert sein und gut lesen sowie Niederländisch und Französisch klar aussprechen konnte.
Ihre Mutter und ihr ältester Sohn starben Ende 1878 kurz nacheinander und anderthalb Jahre später zog die Familie nach Leeuwarden um, da Beekhuis dort ein Notariat übernehmen konnte. Für die Entscheidung zum Umzug waren auch die Bildungsmöglichkeiten für die Kinder in der Stadt ausschlaggebend. In seiner Autobiografie schrieb ihr Cousin Doeke Hellema, dass sie unter einem schlechten Gesundheitszustand litt, „lustlos“ war und zu „Nervenanfällen“ neigte, obwohl sie im Januar 1881 auf ihren Schlittschuhen noch immer recht schnell war. Im selben Winter verunglückte Sohn Jan Claas (1861–1882) auf dem Eis und war danach bettlägerig, was auch für sie eine schwere Belastung darstellte.
Geesje Feddes starb am 24. September 1882 im Alter von fünfzig Jahren. Nach angaben ihres Cousins Doeke erlag sie einer Mageninfektion, „mit ziemlicher Sicherheit die Folge eines dreiwöchigen Aufenthalts an Bord der Boje [ihr Mann war ein begeisterter Segler] in der Nähe von Workum, wo Onkel auf die Jagd und zum Finken ging und Tante an Bord am kühlen Wasser blieb, um Verse zu schreiben“. Sie wurde am 27. September auf dem Neuen Friedhof in Leeuwarden beigesetzt. Drei Monate später starb Jan Claas.